# Nieharde
Die Nieharde (dänisch: Ny Herred) war eine Harde in Schleswig. Noch heute ist sie als Landschaftsbezeichnung bekannt. Sie liegt im nordöstlichen Angeln an der Flensburger Förde. Der Name Nieharde weist darauf hin, dass sie von einer oder mehreren anderen Harden abgetrennt wurde.

## Gründung
Die Halbinsel Angeln bestand in der Wikingerzeit aus zunächst fünf Harden. Diese waren im Istathesyssel zusammengefasst. Später kam die Nieharde zum Amt Flensburg, dem späteren Landkreis Flensburg.
In König Waldemars Erdbuch wird die Nieharde 1231 unter anderem mit den Dörfern Wippendorf, Rundhof, Wackerballig und Röst genannt.

## Verwaltungsorganisation
Nye Herred, später Nieharde (eingedeutscht neue Harde), stand für eine aus militärischen und verwaltungstechnischen Gründen definierte Teilregion in der Region Angeln, die über eine dem Zweck einer Harde entsprechend minimale Bevölkerungsstärke (insbesondere im militärischen Sinne) verfügte. Im zeitlichen Verlauf nach der Festlegung der Nieharde und der anderen Harden bekamen diese auch die Aufgabe auf unterster Ebene für Ordnung und vor allem auch für Recht zu sorgen. Tingstätte der Nieharde war Dingholz bei Sterup.

## Hardevögte
In der Nieharde in Angeln wurden aus deren personeller Mitte von 1500 bis 1850 folgende Mitbürger mit dem Amt als dortiger Hardesvogt (temporär) betraut:
- 1500–1540 Marquard Diedrichsen
- 1540–1570 Jes Marquardsen
- 1570–1584 Dietrich Marquardsen
- 1585–1601 Jürgen Marquardsen
- 1601–1610 Claus Marquardsen
- 1610–1622 Peter Rasch
- 1622–1630 Claus Rasch
- 1630–1636 Nis Jürgensen
- 1638–1651 Moritz Moritzen
- 1652–1654 Gottschalk Behr
- 1654–1671 Wilhelm Piper
- 1671–1714 Thomas Petersen
- 1714–1724 Diedrich Nicolaus Petersen
- 1724–1733 Albert Hein
- 1733–1758 Emanuel Hemsen
- 1758–1775 Johann Boysen
- 1775–1788 Peter Christian Kellermann
- 1788–1789 Peter Sievers
- 1789–1798 Michael Friedrich Luders
- 1798–1815 Gerhard Hinrich Nasser
- 1815–1846 Friedrich August Thiessen
- 1846–1850 Moritz Andreas Moritzen

## Wappen
Das Symbol der Nieharde ist eine liegende silberne Mondsichel und über ihr ein silberner Stern, wie es auch in den Wappen der Gemeinden Esgrus, Steinbergkirche und Steinberg sowie im Angler Wappen vorkommt.

## Ablösung durch preußische Hierarchien
Das Herzogtum Schleswig erfuhr nach kriegerischen Zeiten von 1850 bis 1864 eine Loslösung von dänischen Abhängigkeiten und wurde nach Beendigung der preußisch-österreichischen Streitigkeiten 1865 Preußen zugeordnet, was ob preußischer Verwaltungsregularien wohl das Ende der Einsetzung von Hardesvögten zur Folge hatte.